# District historique d'Allentown
Le district historique d'Allentown, ou Allentown Historic District en anglais, est un district historique de la ville américaine de Buffalo, dans l'État de New York. Il est inscrit au Registre national des lieux historiques depuis le 21 avril 1980 et comprend notamment le Kleinhans Music Hall, également inscrit et même classé National Historic Landmark depuis juin 1989.